# 塔羅牌
塔羅牌（英語：tarot），是一套從15世紀中期於歐洲各地流傳的占卜卡片，例如：意大利塔羅牌、法國塔羅牌及奧地利Königrufen，許多至今仍在使用。在18世紀後期，一些塔羅牌開始透過閱讀塔羅牌和紙牌卜卦的占卜而導致發展以此類為目的之神秘學說。
塔羅牌的元素、符號和象徵意義源自公元前3世紀至14世紀。其集合多國神秘學、基督教、猶太教、埃及神話、星座、數字、符號和象徵學，形成自成一格的嚴謹占卜體系。
塔羅牌雖有廣泛的占卜和預測用途，但在10至17世紀以天主教會為首的基督教主導歐洲，因宗教保守氣氛和基督教禁止占卜，塔羅牌漸漸放棄原有的占卜形式。很長一段時間內，它只作為紙牌遊戲之用，最終演變成現今常見的撲克牌。
從18世紀後期開始，塔羅牌不僅使用歐洲的民間解讀方式，神秘主義者們把塔羅牌更加「科學化、規範化」，從原始民俗學形態的占卜進化為可以獨自發展出一套理論的神秘學占卜止，作為占卜使用的塔罗牌只能龜縮在秘密的團體之中；然而，在19世紀的英語國家，塔羅牌遊戲开始逐渐盛行；在進入21世紀后，塔羅牌在非英語系國家的發展迅速（尤其是受到美國的影响），在英語系國家的塔罗牌转变为全部用於占卜為目的，而且這個营销模式迅速反過來傳回歐洲，在亞洲的台灣、日本、新加坡等地塔羅牌也成為一門非常受歡迎占卜術。

## 詞源

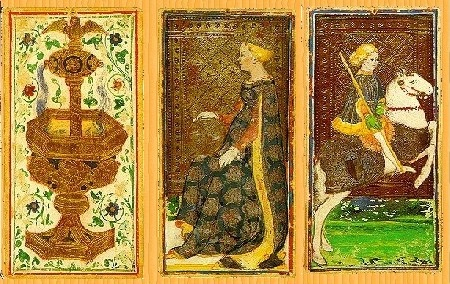
維斯康蒂·斯福扎塔羅師的三張塔羅牌。分別為：杯子王牌、硬幣女王及權杖騎士。魔鬼卡是20世紀重製的卡片，原本的15世紀的牌組中應該沒有。

- 「塔羅」一詞及德國的塔羅克都是源自意大利的單詞「Tarocchi」，其詞源不能確定[11]，然而「Taroch」一詞於15世紀末至16世紀初被用作愚蠢的代名詞[2][3]。在15世紀，紙牌背面圖案甲板被專門稱為「trionfi」。
- 大約於1502年，「Tarocho」這個新名稱最早出現於布雷西亞[4]。在16世紀，一種有著標準紙牌但使用著非常相似名稱的新遊戲（Trionfa（英语：Triomphe））迅速流行起來。這恰好跟較舊的遊戲「tarocchi」不謀而合[10]。在現代意大利語中，單數詞「Tarocco」作為一個名詞，指的是血橙的一個品種。

## 基本形式
類似於遊戲牌，塔羅牌有四組套裝，因應地區而異：北歐是使用法國塔羅牌、南歐的是拉丁塔羅牌、中歐的是德國塔羅牌；數字牌從1（或Ace）至10，及四張人頭牌（包括皇帝、皇后、武士和騎士）。此外，塔羅牌還具有獨立的王牌套裝和一張被稱為愚者的卡片。
塔羅牌跟撲克牌有著相同的規格，但是更加複雜。它有和撲克牌一樣的四組卡牌，這些被稱為小阿爾克那（簡稱：小牌）；另外塔羅牌還有被稱為大阿爾克那的牌（簡稱：大牌），這是撲克牌所沒有的，大牌代表宇宙萬物運行的成因。小牌它的花色會因地區而異，例如：法國組合用於北歐，歐洲南部使用拉丁組合，而歐洲中部使用德國組合。每組卡片都有四種花色，從，另外各有四種人頭牌，包括皇帝、皇后、武士和騎士，每組14張牌。此外，大牌固定有21張獨立的花色，和一張稱為愚者的卡片；愚者可能會充當地位最高的王牌，否則可能在玩牌中被用作避免跟隨。這些塔羅牌在整個歐洲大部分地區仍在使用，玩沒有神秘聯想的常規紙牌遊戲。
在占卜中每張大牌地位平等而且都佔有絕對的重要地位，但是在卡牌遊戲中卻是只有愚者這一張能充當頂級皇牌或能夠避免跟隨。基督徒因为不承认占卜的重要性，所以宣称“神秘學者所說的皇牌跟愚者卡片是大阿爾克那，而數字及四張人頭牌被稱為小阿爾克那。那些卡牌都是由一些超自然作家追蹤古埃及或卡巴拉而製作的，然而這裡沒有任何18世紀以前有關塔羅牌占卜的起源及使用方法的書面文件和證據。”

### 其他
- 當Tarot一詞被傳開時，該詞語轉寫為法語的「Tarot」與德語的「Tarock」。對於這個由來有很多不同的理論，很多都跟神秘學沒有關連[13]。
- 有理論涉及「撲克牌」的名稱，是源自義大利的塔拉河，鄰近帕爾馬；紙牌遊戲似乎源於義大利北部的米蘭或博洛尼亞[14]。其他作家認為它來自阿拉伯文 “طرق”，這意味著「辦法」[15]；又或是阿拉伯語 “ترك”，意思是離開、遺棄、略去、遺下[11]。
- 弗朗索瓦·拉伯雷在他的《巨人傳》中由巨人卡岡都亞玩的一種遊戲“tarau”[16]，這很可能是名稱的法國形式的最早認證。

## 歷史

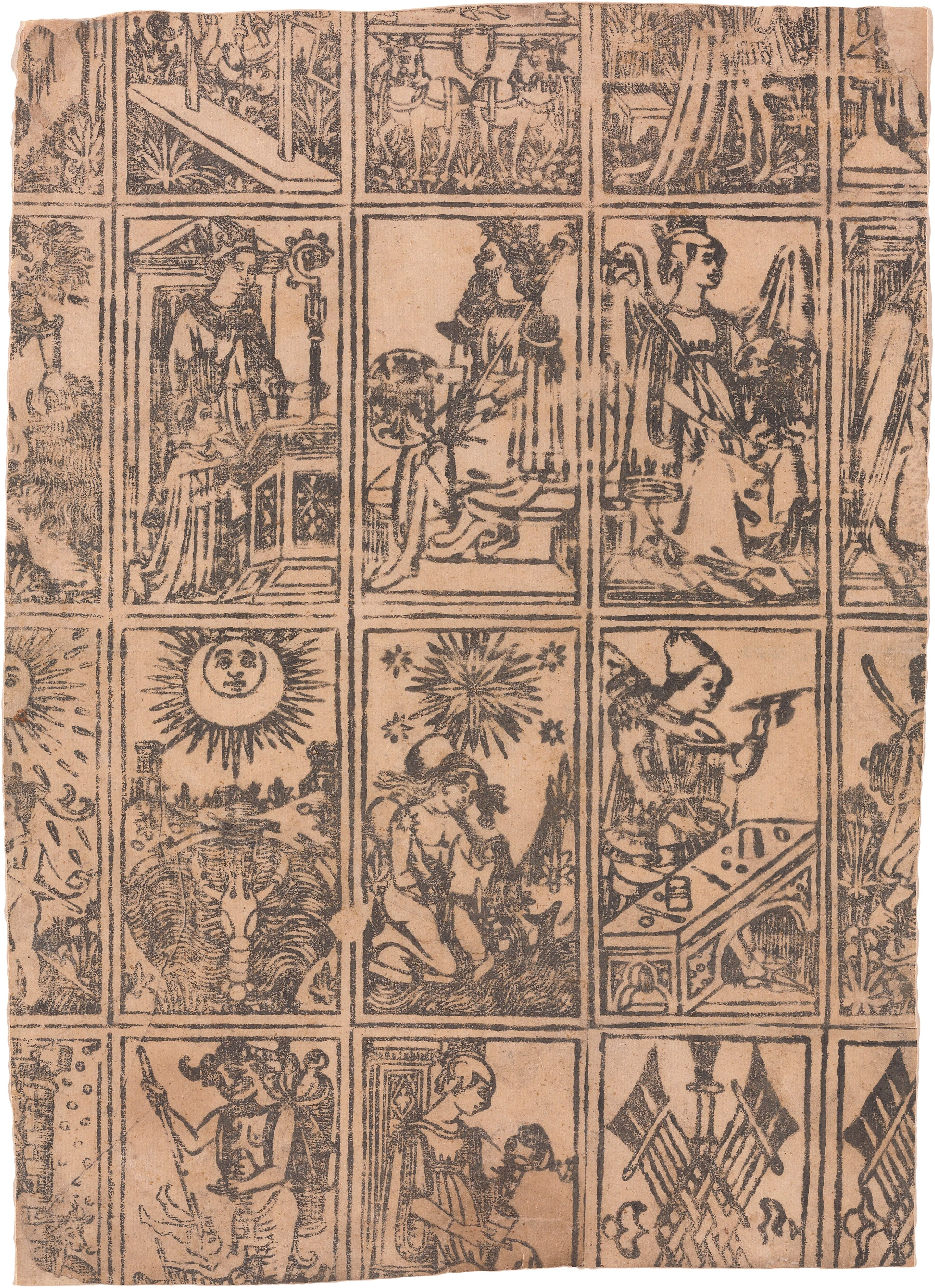
1500年的馬賽塔羅牌。

塔羅牌於14世紀後期首次引進歐洲，其最有可能是來自馬木留克蘇丹國(埃及)。塔羅牌最早的記錄可以追溯至1367年的伯爾尼（Berne），從記錄中可以看出，這種遊戲似乎在整個歐洲迅速蔓延，主要是由於紙牌遊戲被禁止。現代人對這些卡片外觀和數量所知之甚少；唯一重要的信息是源於1377年在弗賴堡來自萊茵菲爾德家的約翰之文本記錄。除了其他版本外，該基本套裝還包括目前仍沿用的４套花式13張牌，宮廷牌通常是包括國王、奧伯（Ober）和翁特（Unter），儘管當時已經眾所周知存在著女爵士（Dames）及皇后（Queens）的牌。
一種逐漸發展為現代撲克牌模式是進化至一套帶有細長的棒或馬球棒（從事占卜或神秘學說的人會稱它為魔杖）、硬幣（通常被稱為圓盤，或是神秘學及占卜學說中的「五芒星」，以及劍和杯的套裝。這些裝束跟現代塔羅占卜師非常相似，傳統的意大利、西班牙及葡萄牙占卜師仍然沿用。
這些套裝仍然用於傳統意大利、西班牙和葡萄牙的撲克牌中，但也經過改編，專門用於18世紀末首次出現的塔羅占卜卡牌。
1425年，有記錄指塔羅牌用作遊戲用途，被稱為塔羅牌遊戲，如法國塔羅牌。由於缺乏必要的文字記載，塔羅牌的起源截至今天已變得難以考證。首批塔羅牌的文件記錄載於1440年至1450年間的米蘭、費拉拉、佛羅倫斯及博洛尼亞，當時人們把有寓言的插畫加到常見的四組花式的卡片之中。這些新的卡牌被稱為「carte da trionfi」、「凱旋卡（triumph cards）」，而額外的卡片被簡稱為「Trionfi」，成為了英語中的「王牌」。最早有關Trionfi的文獻被發現於1440年佛羅倫斯法院記錄中的書面陳述，有關把移交給錫吉斯莫多·潘道夫·馬勒泰斯塔的事宜。關於塔羅牌的起源有很多說法，現存最古老的塔羅牌是15世紀中葉由維斯康蒂·斯福扎塔羅師受到米蘭公國統治者菲利波·瑪麗亞·維斯孔蒂所託而繪製的塔羅牌。斯福扎受到維斯孔蒂的委託，大概在1418年到1425年之間得到馬提安奴·達·托爾托納的描述而製作失落了的塔羅牌樣包，而插圖的繪製者米高連奴·莫連納利·貝索佐於1418年回到米蘭，而馬提安奴於1425年去世，因此該套塔羅牌可能於1418年到1425年之間繪製。托爾托納描述該套塔羅牌有60張卡片，當中有16張卡片上有著希臘神話的圖像，而套裝上繪製了4種鳥類。這16張牌被視為「王牌（trumps）」。雅格布·安東尼奧·馬塞羅（Jacopo Antonio Marcello）於1449年回憶說，已故的公爵發明了一種「新穎及精緻的凱旋卡」。其他展示了經典圖案的早期卡片還包括了索拉·布斯卡塔羅及波達度-維提（Boiardo-Viti）於1940年代繪製的塔羅牌卡片。
另一說法，目前得到較多人支持的是源於意大利的一種宮廷牌塔羅奇（Tarocchi）；另一種較多人認同的起源是：塔羅牌是為了教授卡巴拉系統而被創造。其22張大牌正好對應到卡巴拉中的22條路徑。在英語世界裡，塔羅牌普遍被視為一種紙牌占卜的形式。塔羅牌長久以來被視為一種禁忌，因為它和19世紀的神祕學有曖昧的關連，而天主教會講道中抨擊紙牌天生帶有邪惡，最早可以追溯至14世紀。
在佛羅倫斯，人們使用了名為「古伊特鲁里亞塔羅」的擴展卡片。這套卡片包括了97張占星術符號和四個元素，以及傳統的塔羅牌圖案。儘管多米尼加傳教士在15世紀的一篇講道中對塔羅牌作猛烈抨擊，指卡片中有邪惡（主要是因為人們在賭博中使用），但在塔羅牌的早期歷史上卻沒有常規譴責的事宜。
由於早期的塔羅牌都是手繪的，因此所生產的數量被認為是相當少的。隨著印刷機發明後才能作大規模批量生產卡片。塔羅牌在意大利以外的地區擴展，首先是在意大利戰爭期間於法國和瑞士流傳，在這兩地中所沿用最重要的塔羅牌圖案是源自米蘭人的「馬賽塔羅牌」。
隨著心理學的發展和新時代運動的興起，現代人更傾向於把塔羅牌用作一種自我探索和發展的工具。世界各地的一些心理醫生將塔羅牌加以運用作為一種輔助治療的手段。透過塔羅牌對自我內在的探索，引導個人內心獲得更大的自由。同時也將它從神秘學的未知領域，提升到可以被認知更廣闊的生命智慧範疇。塔羅牌主要分為馬賽體系、偉特體系、托特體系，對於每張牌的解釋在不同的派系之間都不盡相同，大牌的排列與順序也不是完全一致。

## 塔羅牌遊戲

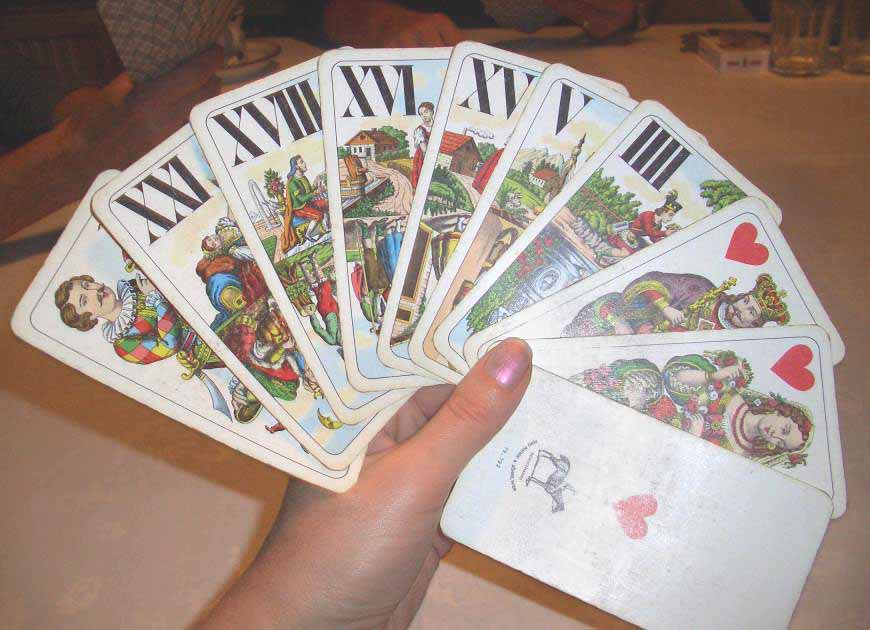
54張牌版的歐洲塔羅

塔羅牌的初衷是用於玩遊戲。瑪蒂亞諾·達·托托納（Martiano da Tortona）在1425年之前的手稿中對塔羅牌式甲板的規則作了非常粗略的解釋。遊戲玩法或遊戲術語跟隨接下來的兩個世紀的描述都很模糊，直到1637年有了最早已知的完整規則說明。塔羅牌遊戲於許多地區有著差異。Tarocchini於博洛尼亞倖存下來，在皮埃蒙特（Piedmont）和西西里島（Sicily）還有其他人在玩，然而在這遊戲在意大利就不如其他地方受歡迎。
塔羅牌在18世紀經歷了最大的復興，在此期間塔羅牌成為了歐洲最受歡迎的紙牌遊戲之一，除了愛爾蘭和英國，伊比利亞半島和奧斯曼帝國統治下的南巴爾幹地區。法國塔羅牌從1970年代開始經歷了復興，而法國擁有最強大的塔羅牌遊戲社區。塔羅牌區域遊戲，一般被稱為tarock、tarok或tarokk，它們都在中歐地區的前奧匈帝國邊界廣泛使用。

### 意大利式塔羅牌
最古老形式的塔羅牌，最早出現於15世紀在意大利北部。一般所謂的神秘塔羅牌就是基於這種類型的牌卡。該類別的三個牌組仍然可以當作遊戲之用：
- 意大利式塔羅牌（英语：Tarocco Piemontese）由四套劍、權杖、杯子及金幣組成，每套以國王，王后，騎士和武士為首，其次是點數牌，合共有78張卡片。在大多數遊戲中，「王牌」20點勝於21點，而「愚者」的卡片雖然不是王牌，但其編號為0號。
- 瑞士1JJ式塔羅牌（英语：Swiss 1JJ Tarot）跟它是相似的，但以木星取代了教皇，茱諾取代了女教皇，而天使取代了審判。王牌按數字順序排列，塔被稱為眾神的殿堂。這些卡就如意大利式塔羅牌般不能逆轉。
- 博洛尼式塔羅牌（英语：Tarocco Bolognese）省略了普通套裝的２至５號數字卡，餘下了62張卡片，並且王牌有些不同，並非所有數字都被編號，其中四個具相同的排名。其圖形設計與上述兩種的圖形設計有所不同，因為它並非源自馬賽塔羅牌。

### 意式—葡萄牙式塔羅牌
- 塔羅科西西利亞諾（英语：Tarocco Siciliano）是唯一使用所謂的葡萄牙套裝的系統，它利用西班牙的點數，但如意大利點數般相交[23]。有些王牌是不同的，例如是「Miseria（貧乏）」，它省略了金幣的２和３，及數字的１至４，劍和杯子；因此它有64張卡，但是不使用金幣王牌，作為印花稅前者的承載。該卡片很細小而且不可逆轉。

### 法式塔羅牌
法式塔羅牌中王牌的插圖跟源自較古老的意式套裝設計大相徑庭，摒棄了文藝復興時期的寓言主題。隨著新奇的甲板外，法式塔羅牌幾乎只用於卡片遊戲。第一代法式塔羅牌出現於1740年左右，王牌上描繪了動物的場景，因此被稱為「Tiertarock」（Tier是德語中的動物）。大約在1800年，當地製作了更多種類的甲板，其中大多數採用了流派藝術或是視覺流派。現時適用於法國的塔羅牌有以下幾種形式：
- 工業與運氣（英语：Industrie und Glück）：中歐風格的藝術塔羅甲板，王牌使用羅馬數字組成。它以54張卡片套裝出售；紅色套裝中的５至１０及黑色套裝中１至６則被移除。
- 阿德勒—切戈（英语：Cego）動物塔羅牌：用於上萊茵河谷（英语：Upper Rhine Plain）及其附近的山丘，例如是黑林山或佛日山脈，並跟工業與運氣相同的方式組織54張卡片。其王牌使用中心索引內的阿拉伯數字。
- 新塔羅牌有78張卡牌，普遍用於法國，有時用於切戈。其流派藝術的王牌使用阿拉伯數字的角落索引。

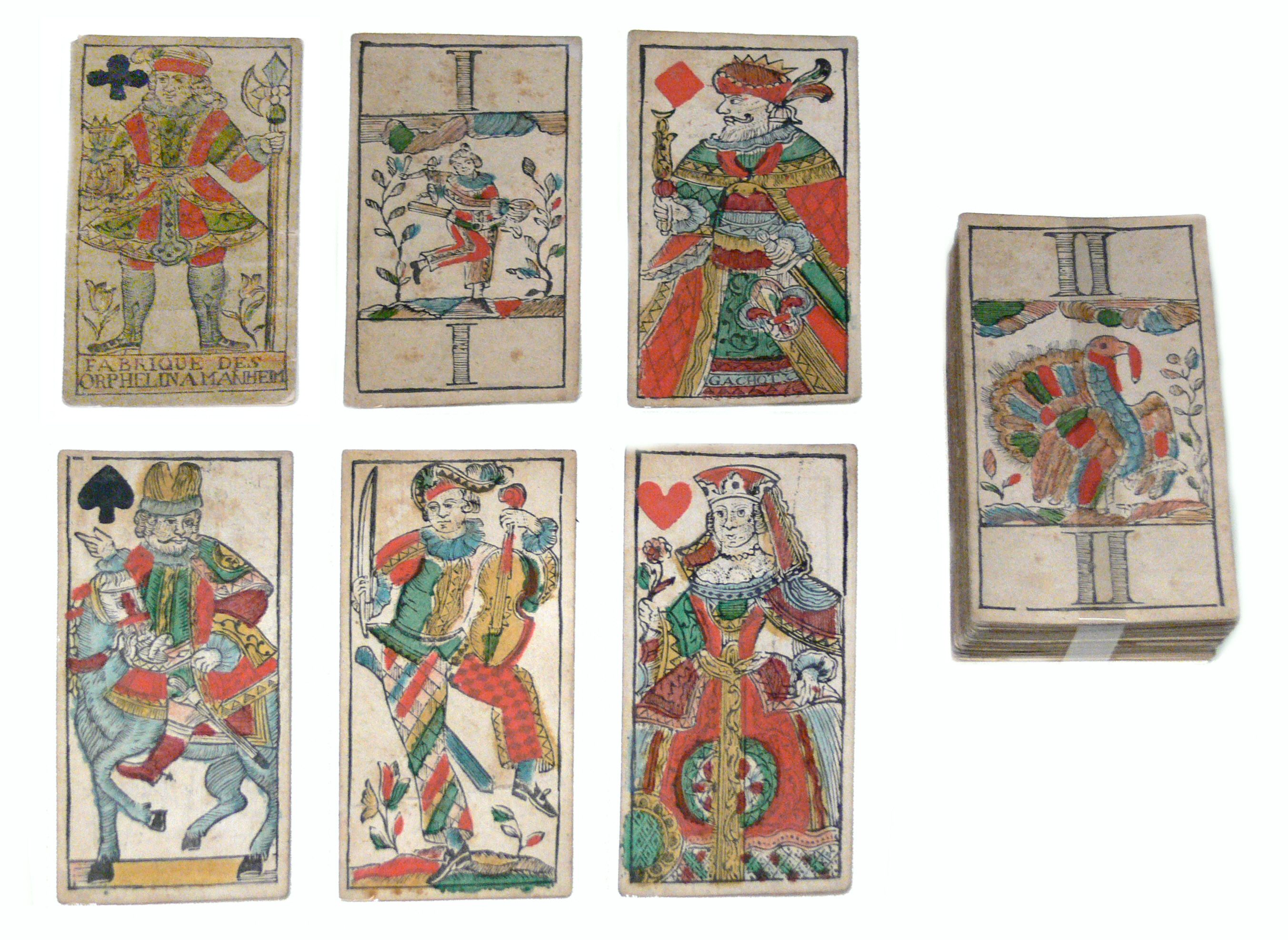
18世紀的Tiertarock（英语：Animal tarot）。
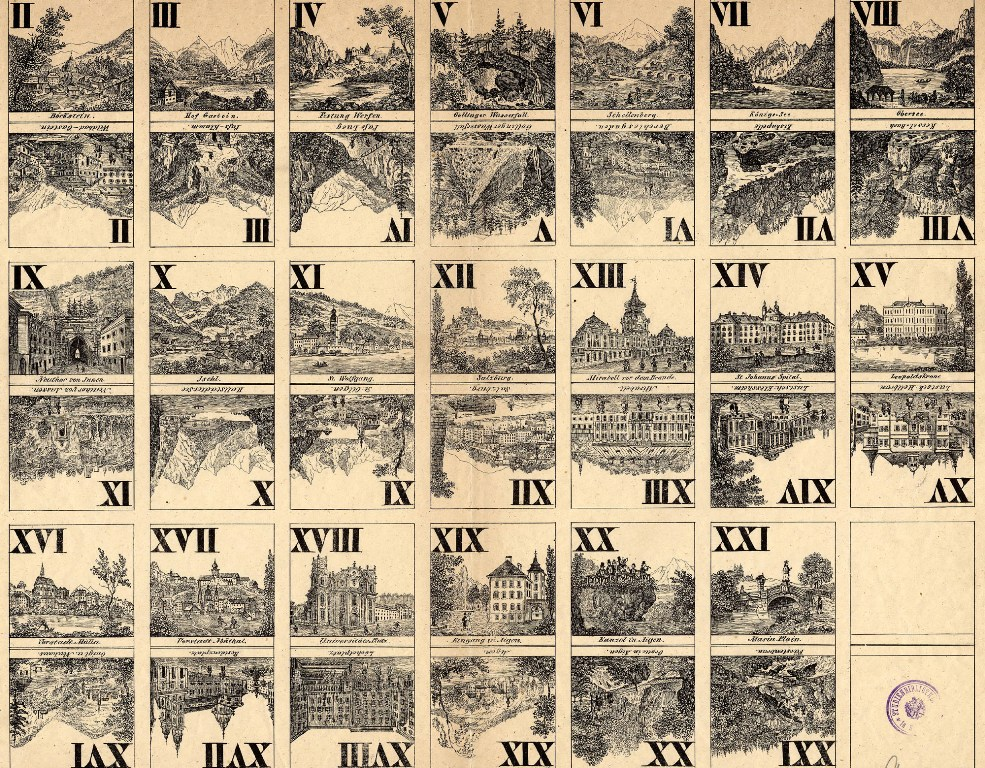
1840年薩爾茨堡（Salzburg）視圖王牌。
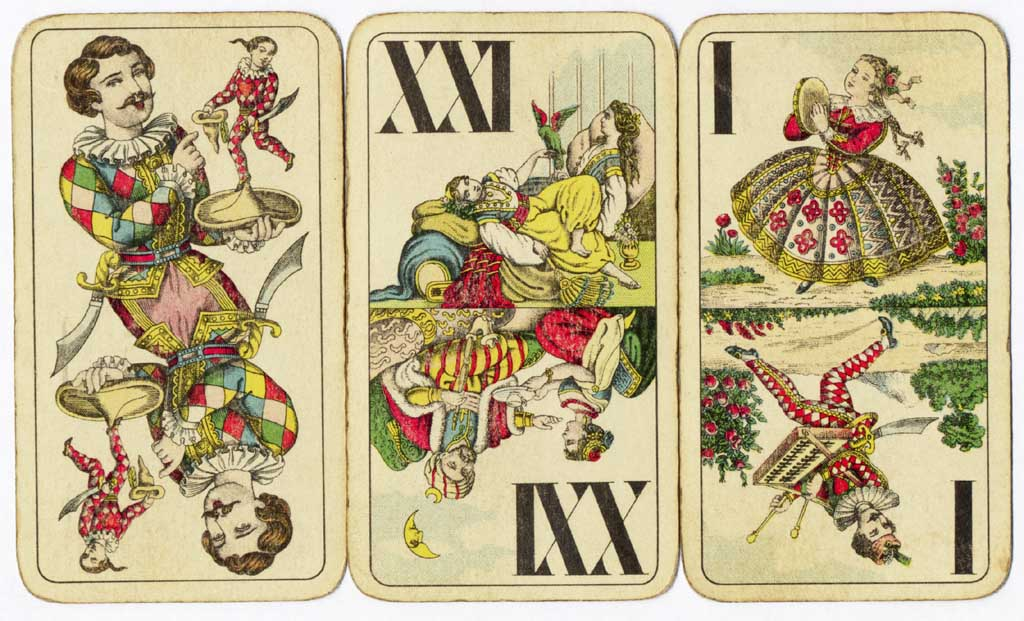
《工業與運氣（英语：Industrie und Glück）》的塔羅王牌。
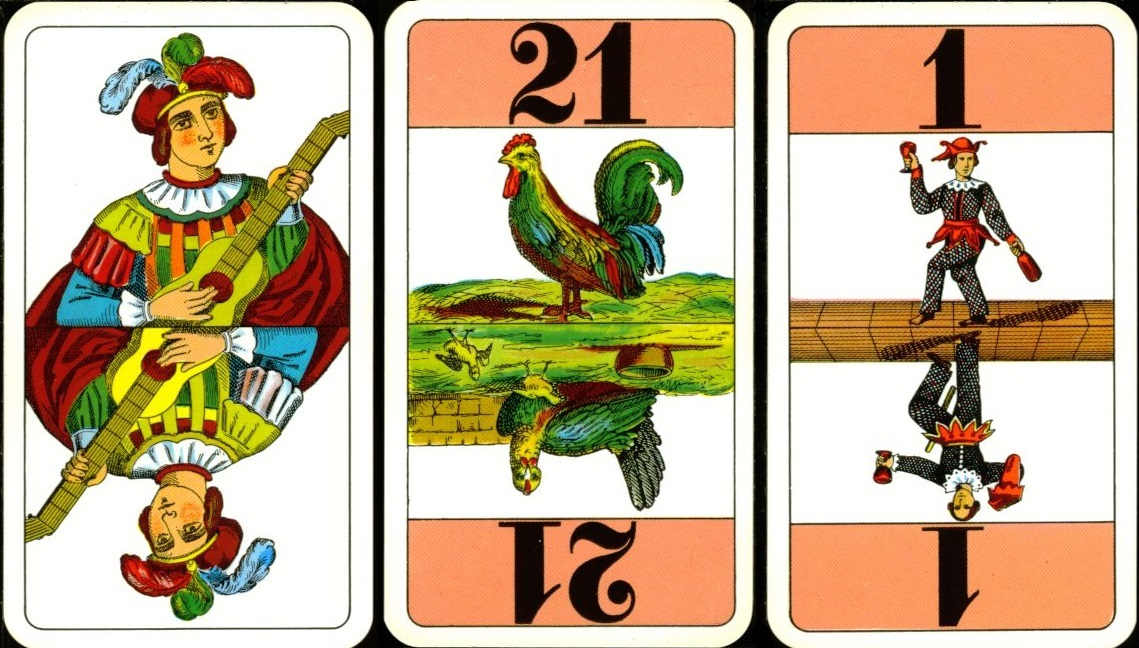
切戈的王牌。
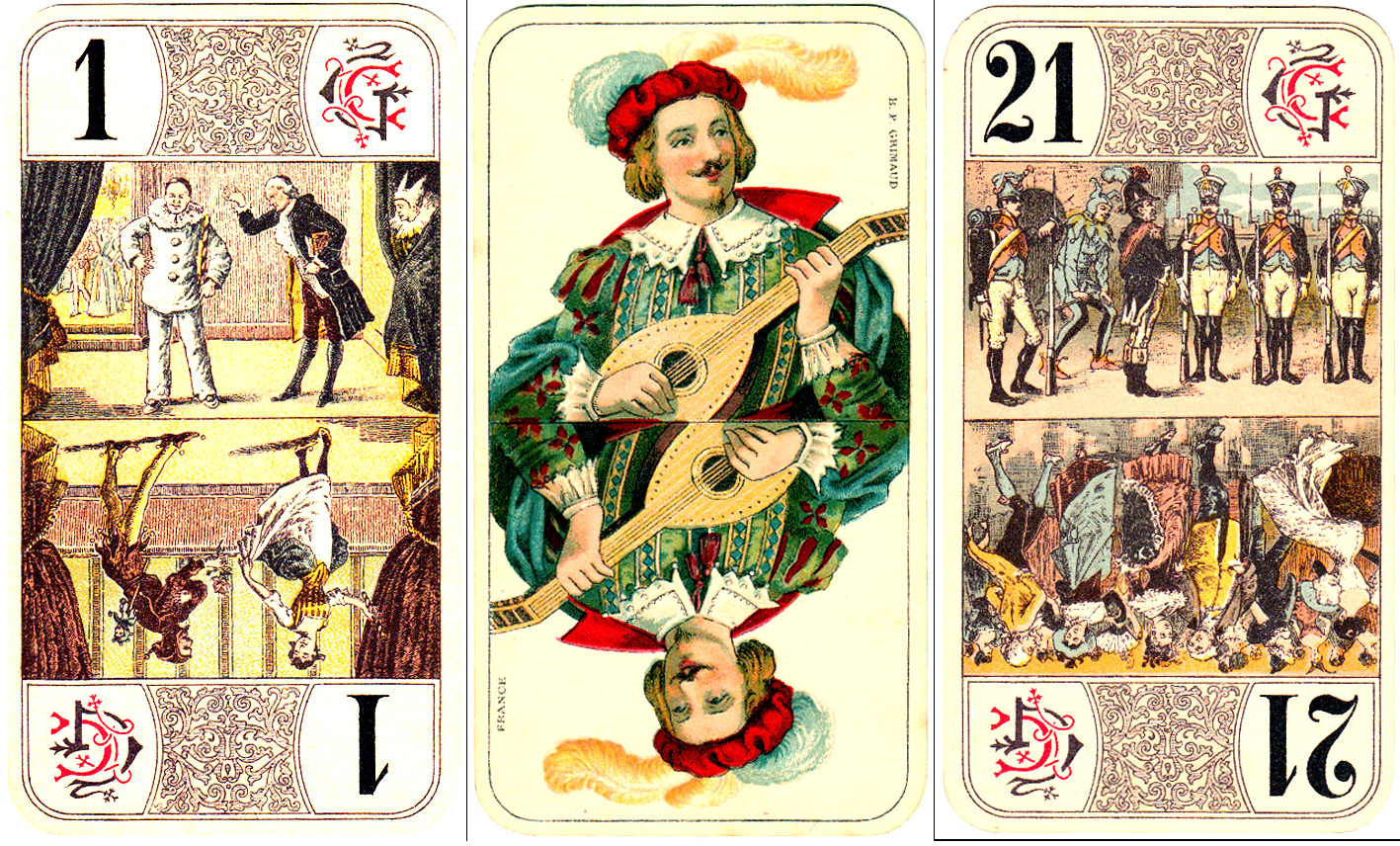
1910年的新塔羅牌的王牌。

### 德國套裝塔羅牌
德國牌中的寶騰塔克、符騰堡塔羅及巴伐利亞塔羅都有不同。它們不是真正的塔羅牌套裝，但標準德國牌套裝的套牌只有36張卡牌；點數卡的範圍從６至１０，並且有武士之下、武士之上、國王與王牌。它們使用如克拉維爾賈斯一樣的Ace十大排名，其中Ace是最高的，其次是１０、國王、武士之上、武士之下，然後就是９至６。心形套裝是默認的王牌套裝。巴伐利亞套裝也可以透過排除六分法用來玩羊頭牌。

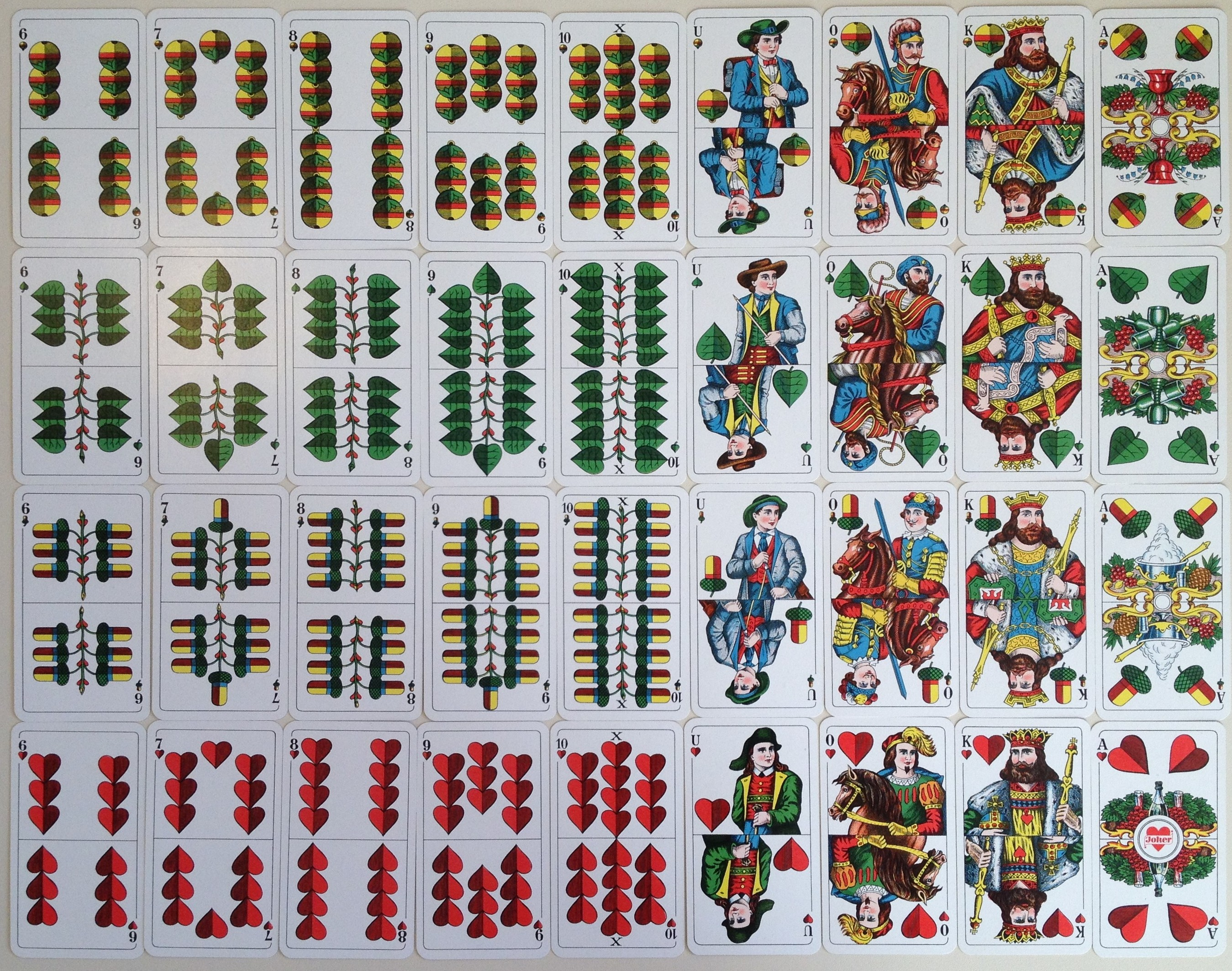
符騰堡塔羅（英语：Tapp (card game)）卡牌。

### 主要體系
傳統上塔羅牌有78張牌，由兩種不同的牌組所組成。第一種稱為大阿爾克那，由22張沒有花色的牌所組成，相當於所謂的「王牌」。第二種稱為小阿爾克那（Arcanes mineurs），由56張牌所組成，而這56張牌又可以分成4種花色。每種花色有數字2到數字10的牌，加上一張Ace和四張宮廷牌。阿爾克那arcana是拉丁文arcanum的複數，意思為「隱藏的真理」或「秘密的知識」。其他的稱呼有大塔羅／小塔羅、大秘儀／小秘儀、主牌／副牌、大牌／小牌、Arcanes majeurs／Arcanes mineurs等等。小阿爾克那的傳統義大利式牌組為寶劍（épées）、權杖（bâtons）、聖杯（coupes）和錢幣（deniers）。隨著心理學的發展和新時代運動的興起，現代人更傾向于將塔羅牌作爲一種自我探索和發展的工具。世界各地的一些心理醫生將塔羅牌作爲一種輔助治療手段加以運用
。
塔羅牌主要分為馬賽體系、偉特體系、托特體系，威斯康緹塔羅及其他體系，不同的體系之間，對於每張牌的解釋不盡相同，大牌的排列順序也不完全一致。

#### 馬賽體系
馬賽體系出現的時間比偉特體系和托特體系都來得早。流行於法國南部，常做為塔羅牌遊戲用，代表作是馬賽塔羅牌，它代表着最流行的古代塔羅體系，不論在牌面结構、释義和牌的编号上都和现在的塔罗牌有較大差異。也有專用於遊戲的塔羅牌，如法國塔羅牌。
做為經典塔羅（Classical Tarot）的是被稱做威斯康緹塔羅牌仿繪品。威牌被認為中古世紀就已發現和流傳。這也是部分占卜師解牌師主要用於收藏。
威斯康緹塔羅牌可做為任何解，而做為繼承者的馬賽塔羅，當然是以承襲其牌義為主。但主要來說，馬賽塔羅和偉特牌又有藝曲同工。也有人認為不該和偉特牌同一而論，但主要還是因著解牌師的解法和說法而有不同。

#### 偉特體系
偉特體系，為目前最普遍流行，其代表是由亞瑟·愛德華·偉特（Arthur Edward Waite）所設計的萊德偉特塔羅牌。韋特牌有很多牌本，都是由不同的畫家上色的，有Aquatic Tarot和Albano-Waite Tarot等。現在最受歡迎的其中一款是普及版偉特塔羅牌，是美國遊戲公司（US Games Systems, Inc.）出版，由美國畫家Mary Hanson-Roberts上色，使用的是原牌的構圖，但顏色鮮艷，以及運用漸層色彩，令單調的牌面更覺豐富。愛德華·偉特是19世紀末英國著名的神秘學團體黄金黎明協會的會員。愛德華·偉特（A.E.Waite）設計的塔羅牌，最初的牌是黑白的，因為受歡迎，後來由史密斯女士（Pamela Colman Smith）上色。該體系改善了原本小阿爾克那缺乏圖像和故事的缺點，加上了豐富的象徵和顯而易懂的圖像，初學者也不難從牌面猜測牌義，成為近代最受歡迎的塔羅牌。韋特牌的圖案內藏不少暗示，其中有占星學、數字學、顏色學，且牌中內容更與神話或聖經故事結合，如「6．戀人」裡的亞當和夏娃、「20．審判」裡上帝的审判與死人之復活。由於牌面已充滿了意義，解牌時會令牌師能更流暢及更易引發聯想，故出版後即為不少牌師所選用。最初推出韋特牌的是美國的騎士出版社，韋特牌又稱「騎士韋特牌」（Rider-Waite），A.E.韋特亦於推出此牌的同時推出了此牌的使用手冊（A Pictorial Key to Tarot）。
近年來發行的眾多琳瑯滿目的塔羅牌，大多遵從偉特體系，雖然稍有差異，但多不離其本。現在，大多數的塔羅書籍和網站也是使用韋特牌來介紹塔羅牌这一來由已久的占卜工具。

#### 托特體系
托特體系的代表作是托特塔羅牌，他的設計者亞歷斯特·克勞利也來自黄金黎明協會，並且據稱是根據托特之書（Book of Thoth）設計的，用上較多的神秘學的象徵圖案或符號。亞歷斯特·克勞利在1920年代曾被稱為是世界上最邪惡的男人，他設計的這副塔羅牌也因為其黑魔法師的背景，而添加了神祕的色彩。此牌更加抽象，強調塔羅牌的神祕學意義，運用了眾多的符號，適合作為靈修之用。

#### 其他體系
另外亦有很多具主題性的塔羅牌，如女神塔羅牌、動物塔羅牌、性愛塔羅牌等，都以各自主題配合一般塔羅牌牌義而成。較特別的還有如奧修禪卡（Osho Zen Tarot），主要是藉由牌上特殊的圖像，來顯示占卜者身心靈的狀況，此種塔羅牌則多用於檢視自身。另外，大航海時代的水手間往往流行一套黑帆海盜牌 (Black Pirate Tarot) ，此種牌大多為手繪，以不同牌陣占卜水手航行是否順利。

#### 直覺塔羅
直覺塔羅一詞通常指托特塔羅，是因其參入了心理學、神祕學、符號學等表現元素和人物。若要實際來說，托特解法和偉特、馬賽等解法並無不同。普遍的來說，如果在不違反由抽牌者依其心智運行抽牌動作，任何塔羅都能做為直覺塔羅。

## 塔羅牌閱讀
塔羅牌甲板用於紙牌卜卦的最早證據是來自1750年左右的一份匿名手稿，當中記載了博洛尼亞塔羅牌基本的占卜意義。秘傳塔羅牌的普及始於1780年代於巴黎的安托萬·考特及讓-巴蒂斯特·阿利埃特使用的馬賽塔羅牌。法國塔羅牌的玩家在1900年左右放棄了馬賽的塔羅牌，轉而使用新塔羅牌，結果，馬賽模式現在主要由紙牌卜卦者使用。

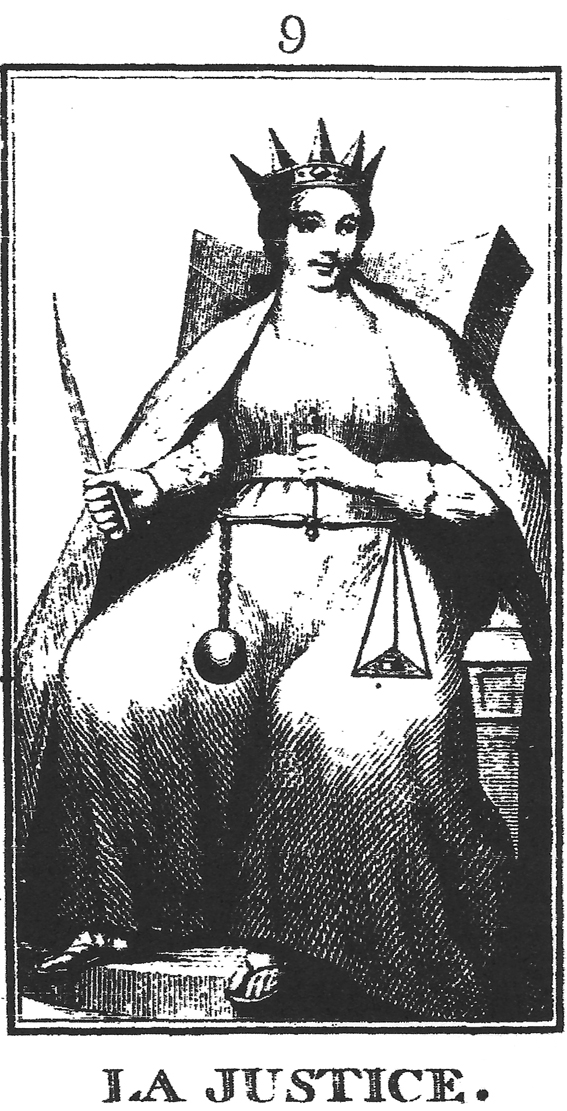
埃蒂利亞的塔羅牌的早期原型（1785年）。這是「審判」的卡片。

### 塔羅牌牌組的神秘用法
阿利埃特是第一位於1789年左右發行專門為神秘目而設計塔羅牌库的人。阿利埃特的塔羅牌包含著跟古埃及有關的主題，這些卡片從《透特書》中衍生出來的，然而它帶著錯位的信念。
神秘主義者使用的78張塔羅牌有著兩個不同的部分：
- 大阿爾克那（較大的秘密），或稱為王牌的卡片，由22張不帶花色的卡片組成。從魔術師到世界的卡牌以羅馬數字從I到XXI為編號，而愚者是唯一的未編號的卡牌，有時會置於牌組的開端為0號，又或是結尾編號為XXII。
- 小阿爾克那（較小的秘密），由56張卡片，分為四組，每組14張卡片組成：
  - 十張數字卡和四張法院卡。法院卡包括套裝中四款塔羅牌：國王、王后、騎士和積克（Jack）。傳統的意大利塔羅牌有寶劍、權杖、錢幣及聖杯；然而，在現代的神秘塔羅牌甲板中，權杖一般會稱為「魔杖」或杖或棒，錢幣通常會稱為五角星或是圓盤。

讓-巴蒂斯特·阿利埃特（又稱保羅·克里斯蒂安）最初首先使用「大阿爾克那」與「小阿爾克那」兩個術語，並且從未於塔羅牌遊戲使用。某些甲板主要以藝術品的形式存在，而此類藝術性甲板有時僅包含22個大阿爾克那。
在秘傳的塔羅牌中有三種最常見的套牌，分別是：馬賽塔羅牌、萊德·偉特塔羅牌及托特塔羅牌。
跟弗里達·哈里斯夫人一起設計托特塔羅牌甲板的阿萊斯特·克勞利指那塔羅牌說：「這副卡片的來源非常鮮為人知的。一些權威人士試圖將其追溯至遠古的埃及之謎；其他人則嘗試將其發展推遲到15世紀甚至16世紀...（但是）關於塔羅牌的終極    的唯一理論是，根據聖卡巴拉的數據，這是宇宙令人欽佩的象徵性圖畫。」

### 塔羅牌牌組的心理學
卡爾·榮格（Carl Jung）是第一位正視塔羅牌並給予正面評價的心理學家。他将塔羅牌視為有象徵性的原型：人的基本類型或境遇都隱含在人類所有的潛意識行為中。比如“皇帝（L'Empereur）”，是最高權威（家長）或父親的形象的象徵。
這種原型理論引發了很多種心理學方面的應用。一些心理學家讓病人選擇一張適合他的塔羅牌，協助心理學家辨識該病人如何看待自己。有些心理學家試圖利用塔羅牌圖像使病人通過想像他的境遇或牌與他的关联以釐清他的想法：是像「寶劍騎士」（le Chevalier d'Épées）那樣急性子和衝動呢？還是像在韋特牌中“寶劍二（Deux d'Épées）”那樣盲目、逃避？塔羅牌可被視為潛意識的一種表達方式，只要遵循著一定的規範就可以對潛意識的認知進行解讀。
有趣的是，Visconti-Sforza牌和Marseille牌這樣以前的牌面比現代塔羅牌更倾於粗糙及少有“代數”表達。這不僅是現代藝術的錯覺，它反應出以往幾世纪在塔羅牌技藝上重大變革的方向，尤其自1900年起。塔羅牌的象徵意義已經非常成功的創立下良好的典範。
塔羅牌也會因應現代時代趨勢而牌面的解釋有所改變，並非一成不變的解釋，但是在原形的理論基礎方向內是一致的，會有所改變的是牌內依照現今社會風潮而解釋有所變化。不僅在心理學上可以使用參考，對於很多邏輯性的推敲也有很大的幫助。
以學術心理學的角度來詮釋塔羅牌，不應該用占卜兩個字。正確的用語是讀牌。以英文的全名為Tarot Reading以當今翻譯為占卜確實會誤導對於塔羅牌真正的詮釋意義。
塔羅牌之所以有大阿爾克那（Arcanes majeurs，又稱大祕儀）與小阿爾克那（Arcanes mineurs，又稱小祕儀）的分別，可以追溯至中古歐洲的宗教觀及世界觀。當時的人們普遍認為這個世界分為「聖」跟「俗」這兩種相對而極端的境界。大阿爾克那代表的是聖、天界、抽象而偉大的觀念，小阿爾克那代表的則是俗、凡人、芸芸眾生、具體而實際的日常處境、心境。

## 相關學科
- 卡巴拉靈數學
- 也門占星學
- 西洋占星學
- 人類圖

### 引用
1. ↑  . beliefnet.   [2019-09-29]. （原始内容存档于2020-12-03）.
2. 1 2  Vitali, Andrea. About the etymology of Tarocco （页面存档备份，存于） at Le Tarot Cultural Association. Retrieved 4 February 2018.
3. 1 2  Vitali, Andrea. Taroch - 1494 （页面存档备份，存于） at Le Tarot Cultural Association. Retrieved 4 February 2018.
4. 1 2  Depaulis, Thierry. . The Playing-Card. 2008, 37 (2): 89–102.
5. ↑  《申命記》第18章：「凡使子女經火者、卜筮者、觀兆者、用法術者、行邪術者、持咒者、交鬼者、为覡者、招魂者，勿留之於尔中，凡行此者，皆为　耶和華所惡」
6. 1 2  Pratesi, Franco. . The Playing-Card. 1989, 17 (4): 136–145.
7. 1 2  Dummett, Michael. . The Playing-Card. 2003, 32 (2): 79–88.
8. 1 2  Pratesi, Franco. . The Playing-Card. 2012, 41 (2): 100.
9. 1 2  Pratesi, Franco. Studies on Giusto Giusti （页面存档备份，存于） at trionfi.com. Retrieved 4 February 2018.
10. 1 2 3 4 5 6 7 8 9 10  Dummett, Michael A. E; Mann, Sylvia. . 1980  [2020-06-12]. ISBN 9780715610145. （原始内容存档于2021-02-24）.
11. 1 2  Etymology for Tarot （页面存档备份，存于）, Douglas Harper - The Online Etymology Dictionary
12. 1 2  .   [2013-08-31]. （原始内容存档于2018-05-22）.
13. ↑  About the etymology of Tarot 的存檔，存档日期2014-12-16., Michael S. Howard - Le Tarot
14. ↑  Cassandra Eason, Complete Guide to Tarot, p. 3 (Crossing Press, 2000; ISBN 978-1-58091-068-2)
15. ↑  . Buzzle.com. 2008-07-15  [2009-01-27]. （原始内容存档于2012-06-25）.
16. ↑  François Rabelais, Gargantua and Pantagruel, ch. 22, "Les Jeux de Gargantua"
17. 1 2  Donald Laycock in Skeptical—a Handbook of Pseudoscience and the Paranormal, ed Donald Laycock, David Vernon, Colin Groves, Simon Brown, Imagecraft, Canberra, 1989, ISBN 0-7316-5794-2, p. 67
18. ↑  Dummett, Michael. . 1996: 25. ISBN 9780312162948.
19. ↑  Pratesi, Franco. . The Playing-Card. 1989, 18 (1, 2): 28–32, 33–38.
20. ↑  Robert Steele. A Notice of the Ludus Triumphorum and some Early Italian Card Games; With Some Remarks on the Origin of the Playing Cards." Archaeologia, vol LVII, 1900: pp 185-200.
21. ↑  Dummett, Michael; McLeod, John. . Lewiston: The Edwin Mellen Press. 2004: 17-21.
22. ↑  Parlett, David.  1. Oxford: Oxford University Press. 1990. ISBN 0-19-214165-1.
23. ↑  Tarocco Siciliano, early form （页面存档备份，存于） at the International Playing-Card Society website. Retrieved 26 July 2015.
24. ↑  林美純.中山大學師培中心及教育研究所數位學習課程專題演講:SET遊戲和直覺式塔羅牌遊戲之體驗─探索視覺思維[J]. 2012.
25. 1 2 3  Jensen, K. Frank. . The Playing-Card. 2010, 38 (3): 217–222.
26. ↑  Crowley, Aleister, "The Book of Thoth", Weiser Books, 1969, Massachusetts. pg.5.